# Jozef De Kesel
Jozef kardinál De Kesel (* 17. června 1947, Gent) je belgický římskokatolický duchovní a emeritní arcibiskup mechelensko-bruselský. Dne 19. listopadu 2016 jej papež František jmenoval kardinálem.